# 권영빈 (뮤지컬 배우)
권영빈(1995년 10월 5일 ~ )은 대한민국의 뮤지컬 배우다.

## 방송
- 더블 캐스팅 (2020) - Top71

## 공연
- 드라큘라 (2019)